# I giovani
I giovani. Tre racconti (Three Early Stories) è una raccolta di racconti di J. D. Salinger, pubblicata postuma nel 2014.
Contiene tre racconti, già pubblicati singolarmente su rivista negli anni quaranta: I giovani (The Young Folks, 1940), Va' da Eddie (Go See Eddie, 1940) e Una volta alla settimana (Once a Week Won't Kill You, 1944).

## Storia
Nel 2014 la Devault-Graves Agency scoprì che le tre storie The Young Folks (1940), Go See Eddie (1940) e Once a Week Won't Kill You (1944) negli Stati Uniti d'America erano finite nel pubblico dominio (poiché il copyright non era stato rinnovato) e decise quindi di pubblicarle in un'unica antologia, intitolandola Three Early Stories: si è trattato in questo modo del primo libro di Salinger pubblicato legalmente da oltre 50 anni.
La Devault-Graves registrò inoltre un copyright sull'antologia creata mettendo insieme i tre racconti, per impedire ad altri di pubblicare insieme le tre storie, e iniziò a vendere i diritti sulla raccolta all'estero. La Devault-Graves sosteneva infatti che se un'opera americana era di pubblico dominio negli Stati Uniti, allora lo era automaticamente anche in tutti gli Stati in cui si applica la regola della durata più breve (e quindi in tutti i firmatari della Convenzione di Berna). In realtà, però, a meno che le leggi sul diritto d'autore di uno Stato non indichino esplicitamente che vale la regola della durata più breve, tale automatismo non è scontato.
In italiano la raccolta è stata pubblicata nel 2015 dalla casa editrice il Saggiatore, con il titolo I giovani; tale pubblicazione è stata quindi contestata dagli eredi di Salinger, che hanno citato in giudizio la casa editrice: il 21 dicembre 2017 il Tribunale di Milano ha dato loro ragione, poiché non si può applicare la regola della durata più breve, e ha condannato il Saggiatore a pagare agli eredi oltre 35 000 euro tra danno emergente e risarcimento generale, nonché a ritirare dalla vendita e a distruggere tutti gli esemplari del libro ancora in commercio. Esito simile aveva avuto in precedenza, il 31 marzo 2015, un'analoga causa in Germania contro la casa editrice Piper Verlag.

## Edizioni
- (EN) J. D. Salinger, Three Early Stories, Memphis, Devault-Graves Agency, 2014, ISBN 978-0989671460.
- (IT) J. D. Salinger, I giovani. Tre racconti, traduzione di Delfina Vezzoli, Milano, il Saggiatore, 2015, ISBN 978-8842820758.